# Giovanni Dominici
Giovanni Dominici (c. 1356, Florència - 10 de juny del 1419, Buda) fou un religiós dominic italià, arquebisbe de Ragusa, cardenal de San Sisto, diplomàtic, teòleg, poeta, orador i escriptor, proclamat beat el 1832.

## Biografia

### Primers anys
Fill pòstum de Domenico di Banchino, comerciant de seda florentí, i de Paola Zorzi, amb disset anys fou admès com a novici al convent dels dominics de Santa Maria Novella, on s'inicià, sota la tutela de Giovanni de Buondelmonti, en l'estudi dels autors sacres i profans, que posteriorment continuà a Pisa i a París; tanmateix, els seus progressos en religió estigueren inicialment obstaculitzats per un defecte de dicció, cosa inacceptable en un predicador.
Particularment rellevant per a la seva formació fou l'exemple de Caterina de Siena, que aleshores destacava per la seva eloqüència i clarividència i pels seus desigs d'emprendre una "Gran Croada" contra els vicis de l'Església. Aviat s'uní al grup dels seus fidels seguidors, entre els quals es trobaven l'abadessa Chiara Gambacorti o el Mestre General de l'Orde dels Predicadors Raimondo da Capua. Segons ell mateix deixà escrit, fou per intercessió de la santa que recobrà miraculosament el do de la paraula.
Cap a l'any 1380 rebé l'ordenació sacerdotal, l'any següent fou sotsprior del convent, i entre el 1385 i el 1387 prior.

### Context
Al segle xiv a Itàlia (i a tot Europa) hi hagué una crisi contínua: a les grans fams dels primers anys seguiren les epidèmies de pesta que delmaren la població, les revoltes populars i l'augment de la delinqüència; les lluites entre güelfs i gibel·lins i les ànsies expansionistes dels Visconti tenien la multitud de ciutats estats del nord d'Itàlia en estat constant de guerra, mentre els otomans amenaçaven per l'est, la Guerra dels Cent Anys entre França i Anglaterra s'estenia per l'oest i els berberiscs piratejaven a la Mediterrània.
En l'àmbit religiós, Gregori XI mogué la seva cort d'Avinyó a Roma el 1377 enmig d'una altra guerra, i l'any següent el seu successor, Urbà VI, havia d'enfrontar la divisió de la Cristiandat amb l'elecció de Climent VII al Cisma d'Occident.

### Etapa veneciana
El 1388 es traslladà a Venècia, on oficià com a lector a l'escola de teologia de San Zanipolo, i els anys següents desenvolupà una intensa activitat pastoral. Allà guanyà fama d'orador brillant i bon coneixedor de les Sagrades Escriptures, s'implicà en la reforma dels ordes monàstics i en la seva tornada a l'estricta observança de les regles religioses; íntim amic d'Antonio Venier i amb bones relacions entre el patriciat i el clero venecians, promogué entre l'aristocràcia nombroses conversions a la religió de Sant Domènec i contribuí decisivament en el desenvolupament del monestir de Corpus Christi, sota l'auspici de Bonifaci IX. D'aquesta època daten les seves obres Iter Perusinum i Libro d'amore di carità.
A finals de segle tingué inesperadament la seva caiguda en desgràcia: el 1399 s'estengué per Itàlia un moviment religiós popular conegut com els Bianchi, grups de penitents de tots els estrats socials que en nombre de diversos milers recorrien les ciutats i pobles autoflagel·lant-se i implorant la misericòrdia divina davant de tanta fam, pesta i guerra. Ja cinquanta anys abans, Climent VI havia prohibit aquesta mena d'actes per considerar-los herètics, i ara per qüestions d'ordre públic, la Signoria de Venècia els prohibí l'entrada a la ciutat, però desafiant tota disposició, Dominici organitzà amb ells una multitudinària processó que acabà essent dissolta per les autoritats. La seva desobediència li costà ser desterrat de la República de Venècia durant cinc anys.

### A Florència
S'instal·là primer a la Città di Castello i després a Florència, on es dedicà a l'ensenyament i des d'on viatjà regularment per Lucca, Les Marques i Romanya. Afectat per la mort del seu protector Raimondo de Capua, frustrats els seus plans de reforma del clero per la seva expulsió de Venècia i condemnat a l'ostracisme pels dominics, que vetaren el seu nomenament com a vicari general, els seus sermons es tornaren més apocalíptics, furibunds i severs; entremesclant religió i política en el mateix estil que anys després seguirien Antonino de Florència o Girolamo Savonarola, criticà obertament l'avarícia i simonia de les altes jerarquies eclesiàstiques, i es rebel·là com un ferm opositor a l'humanisme i a l'estudi dels clàssics grecollatins, en un discurs que, així com a Venècia, aviat guanyà tants partidaris com detractors.
Fou en aquestes dates que fundà el monestir de San Domenico in Fiesole i redactà el Trattato delle dieci questioni, un tractat místic sobre el valor de la fe, Regola del governo di cura familiare, en què planteja la família cristiana com la unitat que garanteix la salvació de la societat i de la pàtria, Lucula Noctis, una refutació a les tesis humanistes de Coluccio Salutati, o Laudi, una recopilació d'himnes religiosos en italià. Part del seu epistolari fou publicat ja al segle xix a Lettere di santi e beati fiorentini.

### A la cúria de Gregori XII
Després de la mort d'Innocenci VII fou enviat com a ambaixador de Florència al conclave de 1406, en què feu una encesa defensa de la necessitat de la unitat de l'Església i proposà sense èxit seguir el partit de Benet XIII en comptes d'escollir un altre papa, la qual cosa li costà ser rellevat dels seus càrrecs diplomàtics florentins.
L'elecció per al tron de Sant Pere de Gregori XII, amb qui havia tingut un estret contacte durant la seva estada a Venècia, li valgué ser nomenat arquebisbe de Ragusa el 1407 i cardenal amb títol de San Sisto al consistori de maig de l'any següent. El seu ascens en la cúria generà fortes crítiques entre els seus opositors, que li recriminaren la hipocresia d'unir-se a les altes jerarquies que sempre havia criticat. Legat del papa el 1409 davant les corts de Segimon d'Hongria i Ladislau de Polònia, el seu rastre es perd durant els anys següents.

### Al servei de Martí V
L'elecció de Martí V a Constança havia posat final al Gran Cisma, i Dominici aviat destacà en el servei al nou papa. Jan Hus havia estat executat tres anys abans, però les seves doctrines guanyaven terreny a Hongria i Bohèmia, i allà anà Dominici el juny del 1418 per sol·licitar dels reis Segimon i Venceslau IV la repressió violenta d'aquest moviment.
No tingué èxit en les seves reclamacions, i abans de la seva tornada a Itàlia morí l'estiu del 1419, essent enterrat a l'església de Sant Pau de Buda; la seva sepultura desaparegué, destruïda el 1541 quan els turcs prengueren la ciutat. La seva beatificació, proposta des del 1622, fou aprovada per Gregori XVI el 1832.